# Font de Champdamoy
La font de Champdamoy ou source de Champdamoy est une exsurgence située sur la commune de Quincey dans la Haute-Saône. Site paléontologique et préhistorique, il s'agit également d'une source captée pour abreuver la ville de Vesoul. Il s'agit d'une des plus grandes ressources en eau captée de Franche-Comté.

## Description
Son bassin d'alimentation (bassin U052) couvre une surface de 120 km2.
La font de Champdamoy constitue une portion d'un réseau souterrain de grande dimension, dont fait aussi partie le Frais-Puits. La source est un site classé depuis le 22 juillet 1913.

## Exploration

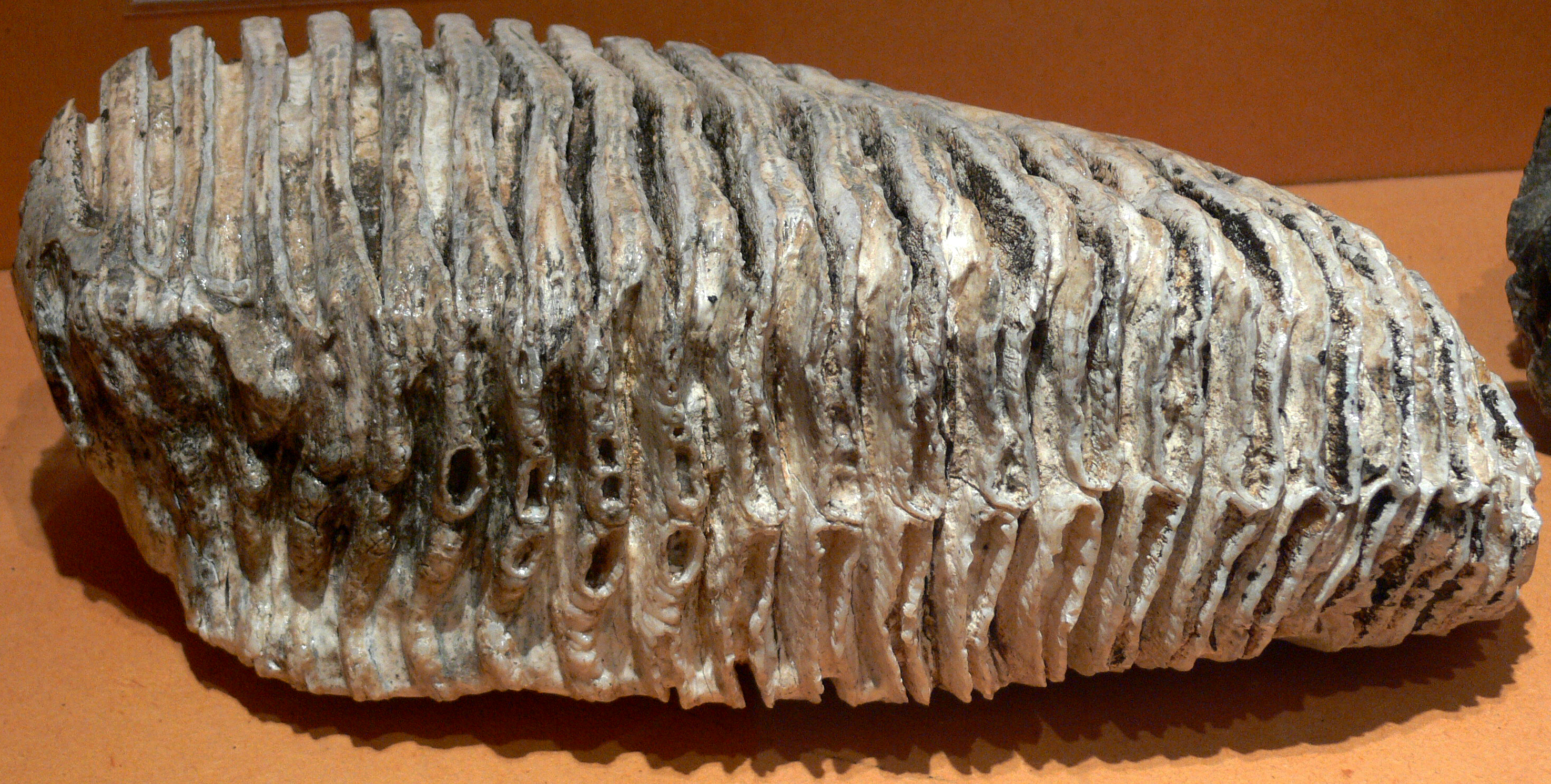
Molaire de mammouth trouvée dans la font de Champdamoy (Vesoul, Musée Jean-Léon Gérôme).

Le réseau souterrain a été exploré par des spéléologues locaux au cours du XXe siècle. Des fouilles sont menées par Jacques Collot à partir de 1942 et aboutissent à la découverte de nombreux artéfacts des âges du bronze et du fer, notamment en lien avec une sépulture de l'âge du bronze

## Usage

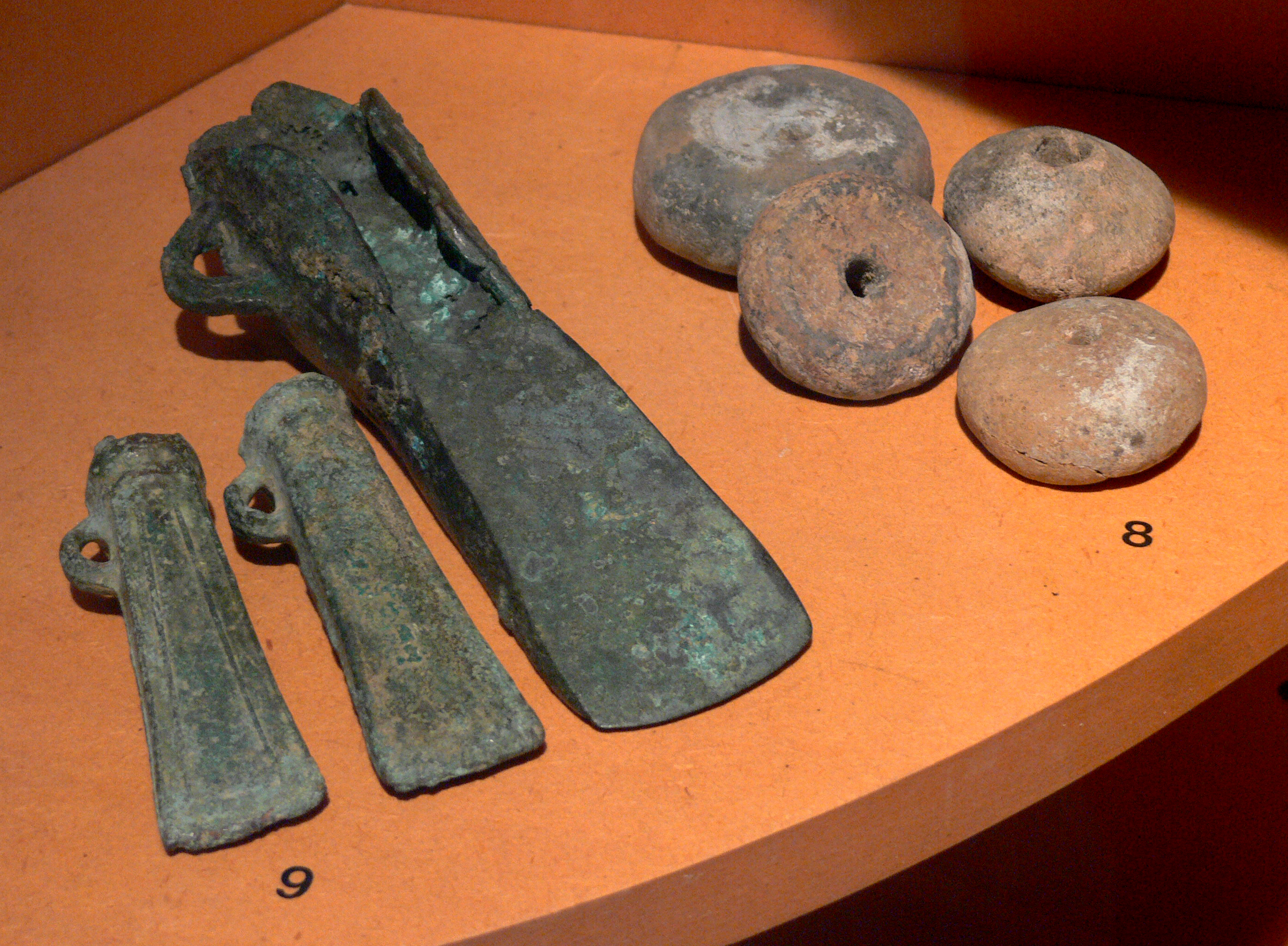
Matériel archéologique des âges du bronze et du fer découvert lors des fouilles.

La source constitue la principale source d'alimentation en eau potable de l'agglomération de Vesoul et bénéficie à ce titre d'une surveillance opérationnelle.

## Économie

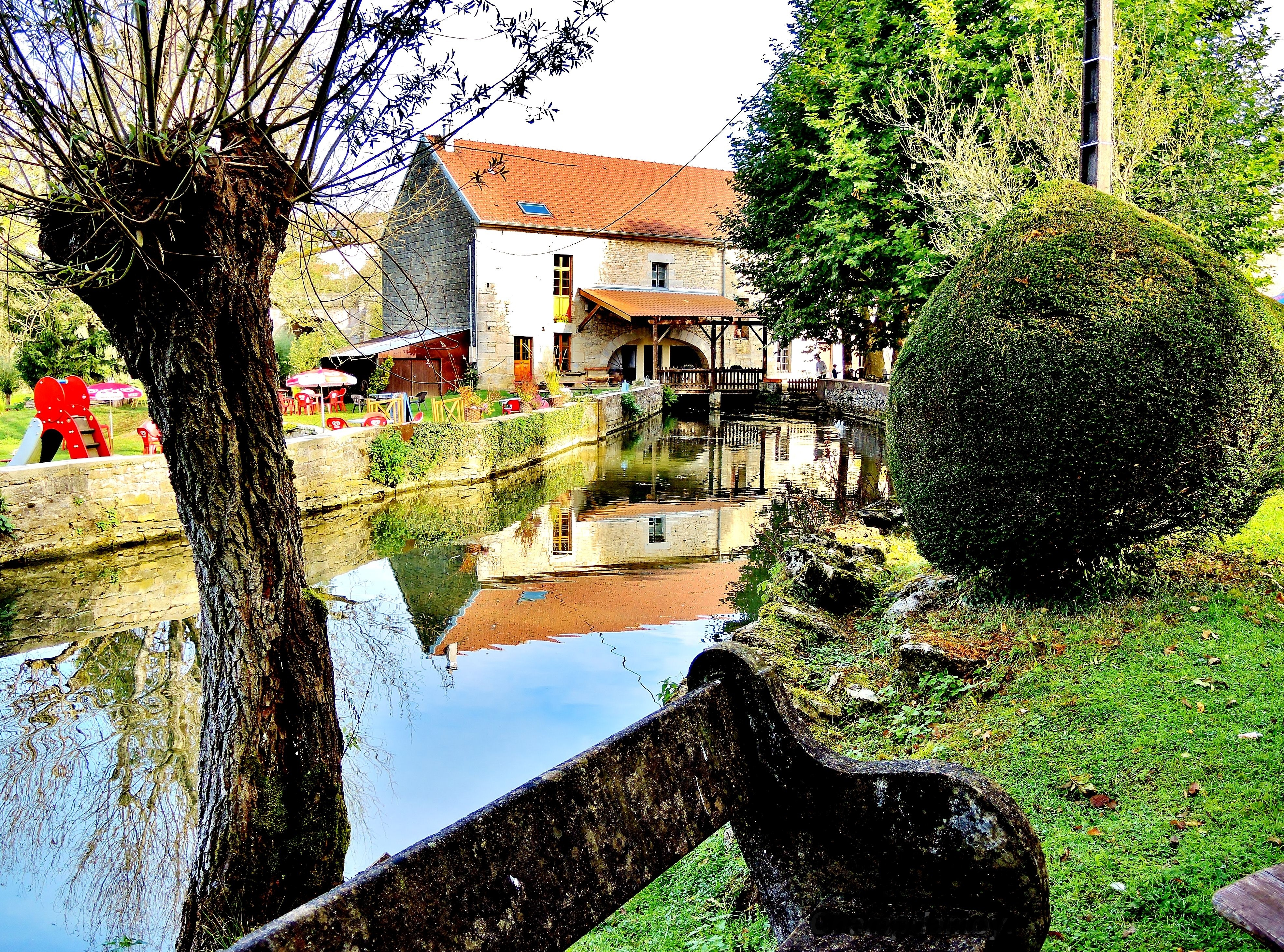
Le moulin de Champdamoy

Un ancien moulin à eau, qui a été reconverti en café, se trouve a proximité de la source, sur la Colombine, un affluent du Durgeon.